# Латерански споразум
Латерански споразум (итал. Patti Lateranensi; лат. Pacta Lateranensia) је био споразум из 1929. године између тадашњег фашистичког режима Краљевине Италије, на челу са Бенитом Мусолинијем, и поглаварства Католичке цркве, чиме је решено Римско питање. Уговором је признат Ватикан као независна држава, а Мусолини се сложио да папи пружи финансијску и сваку другу помоћ у замену за јавну подршку Католичке цркве његовом режиму и одрицање од територијалних претензија на бившу папску државу не рачунајући сам Ватикан. Споразум је добио име по Латеранској палати у којој је потписан 11. фебруара 1929. године. Италијанска скупштина га је усвојила 7. јуна 1929. После Другог светског рата, све италијанске владе су се придржавале уговора, који је 1947. године постао саставни део устава Италије. Упркос томе, споразум је био изложен честим критикама од стране либералног дела италијанске јавности и разних међународних чинилаца, првенствено због тога што је био дело фашистичког диктатора Мусолинија, који се као творац Латеранског споразума сматра суоснивачем државе Ватикана.